# District d'Alwar
Ne doit pas être confondu avec Halwar.
Le district d'Alwar est un district du Rajasthan.

## École d'Alwar (Miniature Rajput)
Une des écoles miniatures de la province rājasthāni.